# لورينزو ماتيلي
لورنزو ماتيلي نحاتًا إيطاليًا من الفترة الباروكية المتأخرة.
من اعمالة اعمدة على شكل تماثيل في متحف بيلڤيدير بالمسا.